# Friedman-Test (Kryptologie)
In der Kryptologie ist der Friedman-Test ein Verfahren zur Analyse eines Textes, der durch polyalphabetische Substitution (z. B. Algorithmus von  Vigenère) verschlüsselt wurde. Mit ihm kann die Länge des Schlüssels bestimmt werden. Er wurde von William Frederick Friedman entwickelt.

## Anwendung
Es sei ein Vigenère-Schlüsseltext der Länge {\displaystyle m} aufgeteilt in Blöcke der Länge {\displaystyle n} gegeben. Wir berechnen nun den Koinzidenzindex {\displaystyle \kappa } eines solchen Textes. Es gibt zwei Typen von Buchstabenpaaren:
- A beide stehen an gleicher Blockposition,
- B sie stehen an verschiedenen Blockpositionen.

Die Wahrscheinlichkeit, dass zwei Buchstaben vom Typ A gleich sind, ist {\displaystyle \mu } := 0,0762 (entspricht dem Koinzidenzindex für längere deutsche Texte). Weiterhin ist die Wahrscheinlichkeit, dass zwei Buchstaben vom Typ B gleich sind, gleich {\displaystyle \phi } := 0,0385 (= 1/26 und entspricht der Gleichverteilung).
In jeder Blockposition gibt es {\displaystyle m/n} Buchstaben und damit {\displaystyle {m/n \choose 2}} Paare. Also ist die Anzahl der Paare vom Typ A gleich
{\displaystyle n\cdot {\frac {m/n\cdot (m/n-1)}{2}}={\frac {m(m-n)}{2n}}}.
Die übrigen
{\displaystyle {m \choose 2}-{\frac {m(m-n)}{2n}}={\frac {m^{2}(n-1)}{2n}}}
Paare sind vom Typ B. Damit erhält man für den Koinzidenzindex
{\displaystyle \kappa ={\frac {{\frac {m(m-n)}{2n}}\cdot \mu +{\frac {m^{2}(n-1)}{2n}}\cdot \phi }{m(m-1)/2}}={\frac {(m-n)\cdot \mu +m(n-1)\cdot \phi }{n(m-1)}}}.
Löst man nun nach {\displaystyle n} auf, so ergibt sich
{\displaystyle n={\frac {m(\mu -\phi )}{\kappa (m-1)+\mu -m\cdot \phi }}}.
Die vermutete Schlüssellänge des Codewortes ist dann eine ganze Zahl, die in der Nähe dieser Schätzung liegt.

## Andere Verfahren
Der Kasiski-Test dient zum Herausfinden der Schlüssellänge anhand sich wiederholender Zeichengruppen.